# Peperomia puberulipes
Peperomia puberulipes är en pepparväxtart som beskrevs av William Trelease. Peperomia puberulipes ingår i släktet peperomior, och familjen pepparväxter. Inga underarter finns listade i Catalogue of Life.